# Мвенг, Энгельберт
Энжельбер Мвенг (фр. Engelbert Mveng, 9 мая 1930, Энам-Нгаль — 22 апреля 1995, Яунде) — камерунский священник-иезуит, историк, антрополог, богослов, поэт и художник. Один из представителей африканской ветви теологии освобождения.

## Биография
В 1951 году стал новицием Ордена иезуитов в Бельгийском Конго. В 1953—1958 годах учился в Европе: в Намюре, Эгенховене (ныне часть Лёвена) и Вальс-пре-ле-Пюи. В 1958—1959 годах в качестве стажёра преподавал французский язык и историю в Collège Libermann в Дуале. После этого вернулся во Францию, где в 1960—1963 годах изучал теологию в богословской школе иезуитов в Фурвьере (Лион). В 1963 году был рукоположён в священники.
В 1963 году выпустил Histoire Du Cameroun (первую академическую историю Камеруна), за которую получил премию Брокет-Гонена (Prix Broquette-Gonin).
В 1964 году получил докторскую степень 3-го цикла по теологии, защитив диссертацию Paganisme et christianisme : christianisation de la civilisation païenne de l’Afrique romaine d’après la correspondance de saint Augustin («Язычество и христианство: христианизация языческой цивилизации Римской Африки согласно переписке святого Августина») в Лионе. В 1970 году получил докторскую степень (doctorat d’Etat) по истории, защитив диссертацию Les sources grecques de l’histoire négro-africaine depuis Homère jusqu'à Strabon («Греческие источники по истории Чёрной Африки от Гомера до Страбона», издана в 1972 году) в Сорбонне.
В 1965—1995 годах преподавал историю в Университете Яунде, в 1983—1986 годах возглавлял исторический факультет университета.
Принимал активное участие в двух первых Международных фестивалях африканского искусства (1966, Дакар и 1977, Лагос).
В 1966—1974 годах возглавлял отдел культуры в Министерстве образования, культуры и профессионального обучения Камеруна.
Занимал посты генерального секретаря Движения африканских христианских интеллектуалов (Mouvement des Intellectuels Chrétiens Africains, MICA) и Экуменической ассоциации африканских теологов (l’Association Œcuménique des Théologiens Africains, AOTA).
В 1972 году выпустил сборник стихов Балафон («Balafons : Poèmes»), в котором выражены идеи «обновления мира, одухотворения современной цивилизации на основе соединения традиций древних культур и христианской веры».
В качестве художника создал мозаику Our Lady of Africa для Базилики Благовещения (Назарет, Израиль), муралы Stations of the Cross и Resurrection для Университетского колледжа Хекима (Найроби, Кения), мурал Holy Angels для Католической церкви Святых Ангелов (Чикаго, США) и др.
Убит 22 апреля 1995 года.

## Книги
- Si quelqu’un… Chemin de croix. Tours, Mame, 1962.
- L’Art d’Afrique noire. Liturgie cosmique et langage religieux. Paris Mame, 1964.
- Les sources grecques de l’histoire négro-africaine depuis Homère jusqu’à Strabon. Paris, Présence Africaine, 1972.
- Balafons: Poèmes. Yaoundé, Clé, 1972.
- L’ art et l’artisanat africains. Yaoundé, Clé, 1980.
- L’Afrique dans l’Église. Paroles d’un croyant. Paris, L’Harmattan, 1985.
- Spiritualité et libération en Afrique. Paris, L’Harcanamattan, 1987.
- Théologie libération et cultures africaines. Dialogue sur l’anthropologie négro-africaine. Yaoundé/Paris, Clé/Présence Africaine, 1996. (соавтор)